# Jaume Pi i Figueras
Jaume Pi i Figueras (Pals, Baix Empordà, 21 d'agost de 1900 - 23 d'agost de 1991) fou un metge cirurgià català.

## Biografia
Era fill del músic Josep Pi i Pascual i fou deixeble de Manuel Corachan i Garcia i treballà de professor adjunt a la Universitat Autònoma de Barcelona abans de la guerra civil espanyola.
Després de la guerra fou depurat i deixà la docència. El 1946 fou director de l'Institut Corachan i el 1950 cap del servei de cirurgia de l'Hospital de Sant Pau. El 1944 va fer un destacat treball de recerca sobre les apendicitis agudes, i el 1949 un altre sobre el tractament del càncer de còlon. Més tard va treballar sobre el tractament preoperatori i postoperatori del càncer de recte, de les lesions biliars i la pràctica quirúrgica. Un dels seus col·laboradors fou el doctor Pere Gabarró i Garcia, considerat el pare de la cirurgia plàstica a Catalunya. El 1963-1967 Pi i Figueras fou vicepresident de l'Asociación Española de Cirujanos. Va ser el president de l'Acadèmia de Ciències Mèdiques de Catalunya i Balears des del 1966 al 1970. El 1967 ingressà a la Reial Acadèmia de Medicina de Catalunya i el 1973 va rebre els Premis Virgili i Gimbernat de la Societat Catalana de Cirurgia. El 1984 va rebre la Creu de Sant Jordi de la Generalitat de Catalunya.

## Obres
- Práctica quirúrgica